# Butocrysa insignis
Butocrysa insignis là một loài bọ cánh cứng trong họ Cerambycidae.